# Модерна скулптура
Модерна скулптура се односи на широк спектар праваца и схватања вајарства, који почиње у другој половини 19. века, и наставља се кроз цијели 20. вијек. 
Корјени модерне умјетности се обично вежу за другу половину 19. века, када се јавља отпор и жестока критика класицизма и академског схватања умјетности, како од стране умјетника тако и од стране критичара умјетности. Први умјетнички покрет који је праксом исказао своје незадовољство према академским учењима и схватањима, био је Импресионизам, касних 1860-их година. Импресионисти су заговарали ослобађање умјетника од тираније подређивања умјетничког дела теми или предмету представљања и такође слободу у истраживању ликовних елемената, као што су боја, потез, композиција и форма. Тај став је остварио снажан, револуционаран утицај и на вајарство. Француски вајар Огист Роден био је први који је усвојио неке од ставова импресиониста у свом дјелу, нарочито по питању слободе форме и кренуо у истраживање преко студија живих модела, за разлику од претходне скоро двовијековне академске традиције која се базирала прије свега на студијама класика грчке, римске и уметности Ренесансе, са тачно дефинисаним канонима о томе како треба да изгледа завршено умјетничко дело.